# Крюґерранд
Крюґерранд (англ. Krugerrand) — південноафриканська золота монета, вперше викарбувана 1967 року для сприяння поширенню південноафриканського золота. 
Їх карбує Південноафриканська монетна Компанія (англ. South African Mint Company).
Станом на 2008 рік було продано монет сукупним вмістом 46 мільйонів унцій золота.